# Paul de Musset
Paul de Musset (París, 7 de noviembre de 1804-ibídem, 14 de mayo de 1880) fue un escritor francés.

## Biografía
Nació en el seno de una familia famosa. Era hermano del también escritor Alfred de Musset.
En 1859, dos años después de la muerte de su hermano, Paul publicó Lui et Elle, una parodia de la autobiografía de George Sand titulada Elle et Lui. En ella, Paul abordó la relación con su hermano.
Se casó con Aimée d'Alton en 1861, con la que ya había tenido relación en el pasado y que había estado también con su hermano.

## Obras
- Lui et Elle, 1859.
- Alfred de Musset, sa vie son œuvre 1877, Jules Lemaître, Impressions de Théâtre, 1890.
- Monsieur le vent et madame la pluie
- En voiturin : voyage en Italie et en Sicile, 1885
- Voyage en Italie : Belin-leprieur et morizot éditeur, 1855